# Magas István
Magas István (Budapest, 1952. február 22. –) olimpiai ezüstérmes, Európa-bajnok vízilabdázó, egyetemi tanár.

## Pályafutása
Édesapja köztisztviselő és tanár volt. A II. kerületi Ady Endre úti általános iskolában tanult és kezdett el kézilabdázni. 
1965-ben kezd el a KSI-ben úszni, ám hamar a vízilabdázókhoz kerül. 1968 és 1970 között háromszoros ifjúsági bajnok. 1970-ben érettségizett a Ságvári Endre Gyakorló Gimnáziumban. 1975-ben a Marx Károly Közgazdaságtudományi Egyetemen szerzett diplomát. 
1970 és 1984 között a Budapesti Spartacus játékosa. 1971 és 1980 között 117 mérkőzésen szerepelt a magyar válogatottban, mellyel egy olimpiai- és két világbajnoki ezüstérmet, valamint egy Európa-bajnoki címet nyert. 
Pályafutása után egyetemi tanárként helyezkedik el, tanított a University of Connecticut, a Willamette University, valamint a Texas Tech. Universityn is. 1991-től a közgazdasági tudományok kandidátusa. 1992-ben tért vissza Magyarországra, itthon a Közgazdaságtudományi, a Webster University Worldwide és a CEU-n tanított.